# Cerea (Calcídica)
Cerea (en griego, Ζερεία) fue una antigua ciudad griega de Tracia. 
Probablemente perteneció a la liga de Delos puesto que aparecen en el registro de tasación de tributos a Atenas del año 422/1 a. C. donde debía pagar un phoros de 500 dracmas aunque no aparece en ningún otro registro de tributos.
Se ha sugerido que está relacionada con un pasaje de Esteban de Bizancio que recoge un fragmento de Teopompo que menciona a los ceranios (Ζηράνιοι) ubicados en Tracia y otro fragmento de Éforo que señala el nombre de la región de Cerania (Ζηρανία).
Se desconoce su localización exacta.